# ケビン・ロドリゲス
ケビン・ホセ・ロドリゲス・コルテス（Kevin José Rodríguez Cortez, 2000年3月4日 - ）は、エクアドル・イバラ出身のサッカー選手。ベルギー・プロ・リーグ・ユニオン・サン＝ジロワーズ所属。エクアドル代表。ポジションはFW。

## 経歴

### クラブ
2017年より、セリエBに所属していたインバブーラSCでキャリアをスタートする。インバブーラは一地方クラブに過ぎなかったが。2018年にはコパ・エクアドルに参戦したチームのもとでプレーする。
2022シーズンより頭角を表す。セリエBに復帰したチーム内でポジションを確立し、10得点を決めチーム内得点王となり、トップリーグのクラブやA代表からの注目も集めた。
2022年12月2日、インデペンディエンテ・デル・バジェへの移籍が発表された。

### 代表
2022年11月のイラク代表戦で初めてA代表に招集され、同試合で初出場を果たす。2日後には本大会メンバーに選出された。

## 代表歴

### 出場大会
- エクアドル代表
  - 2022 FIFAワールドカップ

### 試合数
- 国際Aマッチ 10試合 1得点（2022年-）[5]

| エクアドル代表 | 国際Aマッチ | 国際Aマッチ |
| 年             | 出場        | 得点        |
| -------------- | ----------- | ----------- |
| 2022           | 3           | 0           |
| 2023           | 7           | 1           |
| 2024           |             |             |
| 通算           | 10          | 1           |